# Diskuskastning för herrar i friidrott vid olympiska sommarspelen 1984
Diskuskastning för herrar vid olympiska sommarspelen 1984 i Los Angeles avgjordes 10 augusti. 

## Medaljörer
| Gren           | Guld                          | Guld    | Silver            | Silver  | Brons             | Brons   |
| Diskuskastning | Rolf Danneberg · Västtyskland | 66,60 m | Mac Wilkins · USA | 66,30 m | John Powell · USA | 65,46 m |

## Resultat

### Kval
- Hölls den 8 augusti 1984

| Placering | Grupp A                     | Längd   | 1     | 2     | 3     |
| --------- | --------------------------- | ------- | ----- | ----- | ----- |
| 1.        | Rolf Danneberg (FRG)        | 63.48 m | 59.66 | 63.48 | —     |
| 2.        | John Powell (USA)           | 62.92 m | 62.92 | —     | —     |
| 3.        | Kostas Georgakopoulos (GRE) | 60.94 m | 60.74 | 60.66 | 60.94 |
| 4.        | Robert Weir (GBR)           | 60.92 m | X     | X     | 60.92 |
| 5.        | Knut Hjeltnes (NOR)         | 60.80 m | 60.80 | 59.32 | X     |
| 6.        | Marco Martino (ITA)         | 60.76 m | 59.58 | 60.76 | X     |
| 7.        | Werner Hartmann (FRG)       | 59.92 m | 57.90 | 59.88 | 59.92 |
| 8.        | Bradley Cooper (BAH)        | 53.70 m | X     | 52.06 | 53.70 |
| 9.        | Henry Smith (SAM)           | 51.90 m | 51.28 | 50.94 | 51.90 |
| 10.       | Dominique Bechard (MRI)     | 41.10 m | 39.84 | 41.10 | 40.24 |
| —         | Marco Bucci (ITA)           | DNS     | —     | —     | —     |

| Placering | Grupp B                     | Längd   | 1     | 2     | 3     |
| --------- | --------------------------- | ------- | ----- | ----- | ----- |
| 1.        | Mac Wilkins (USA)           | 65.86 m | 60.54 | 65.86 | —     |
| 2.        | Luciano Zerbini (ITA)       | 63.44 m | 63.44 | —     | —     |
| 3.        | Stefan Fernholm (SWE)       | 62.84 m | X     | 62.84 | —     |
| 4.        | Art Burns (USA)             | 62.60 m | 62.60 | —     | —     |
| 5.        | Erik de Bruin (NED)         | 61.56 m | 60.76 | 61.06 | 61.56 |
| 6.        | Alwin Wagner (FRG)          | 61.56 m | X     | 61.56 | X     |
| 7.        | Rob Gray (CAN)              | 59.34 m | 56.38 | 56.62 | 59.34 |
| 8.        | Richard Slaney (GBR)        | 57.66 m | 56.02 | 56.78 | 57.66 |
| —         | Mohamed Hamed (EGY)         | NM      | X     | —     | —     |
| —         | Vésteinn Hafsteinsson (ISL) | DSQ     | 59.02 | 55.98 | 59.58 |

### Final
| Placering | Idrottare                   | Försök | Försök | Försök | Försök | Försök | Försök | Längd   | Noteringar |
| Placering | Idrottare                   | 1      | 2      | 3      | 4      | 5      | 6      | Längd   | Noteringar |
| --------- | --------------------------- | ------ | ------ | ------ | ------ | ------ | ------ | ------- | ---------- |
| 1         | Rolf Danneberg (FRG)        | 64.74  | X      | 63.64  | 66.60  | X      | 66.22  | 66.60 m |            |
| 2         | Mac Wilkins (USA)           | 65.96  | X      | 65.20  | X      | 66.30  | X      | 66.30 m |            |
| 3         | John Powell (USA)           | 64.68  | 63.34  | 64.12  | 64.06  | 65.14  | 65.46  | 65.46 m |            |
| 4         | Knut Hjeltnes (NOR)         | 64.72  | 62.40  | 65.28  | 63.78  | 62.50  | 64.32  | 65.28 m |            |
| 5         | Art Burns (USA)             | 63.72  | X      | X      | X      | 63.32  | 64.98  | 64.98 m |            |
| 6         | Alwin Wagner (FRG)          | 61.82  | 62.76  | 62.70  | 63.94  | 61.16  | 64.72  | 64.72 m |            |
| 7         | Luciano Zerbini (ITA)       | 60.18  | 61.14  | 63.50  | X      | X      | 60.14  | 63.50 m |            |
| 8         | Stefan Fernholm (SWE)       | 63.08  | X      | 62.20  | 63.22  | 62.20  | 59.82  | 63.22 m |            |
|           |                             |        |        |        |        |        |        |         |            |
| 9         | Erik de Bruin (NED)         | 56.88  | 62.32  | 60.10  |        |        |        | 62.32 m |            |
| 10        | Robert Weir (GBR)           | 59.86  | 61.36  | X      |        |        |        | 61.36 m |            |
| 11        | Kostas Georgakopoulos (GRE) | X      | 59.16  | 60.30  |        |        |        | 60.30 m |            |
| —         | Marco Martino (ITA)         | X      | X      | X      |        |        |        | NM      |            |